# Nimaathap
Nimaathap eller Ni-Maat-Hepi, fl. ca 2720 f.Kr., var en drottning och regent i forntida Egypten. Hon var regent under sin son farao Djosers minderårighet under Egyptens tredje dynasti, och har även möjligen härskat som monark.